# Debbanhalli, Bangarapet
Debbanhalli là một làng thuộc tehsil Bangarapet, huyện Kolar, bang Karnataka, Ấn Độ.